# 輝コバルト鉱
輝コバルト鉱（きコバルトこう、英語: Cobaltite）は、化学組成はCoAsSを持つコバルトの砒素硫化物で、硫化鉱物の一種。コバルトの鉱石として重要。
斜方晶系に属するが、結晶の形は六面体、五角十二面体、八面体などであることが多い。独特の赤みを帯びた銀色の鉱物であるが、空気に長時間触れさせておくと表面が紫がかった灰色または灰黒色に変色することがある。また、風化すると表面に二次鉱物としてピンク色のコバルト華を生じる。

## 産出
熱水鉱床やスカルン鉱床で産する。世界の主要産出地は、スウェーデン、ノルウェー、ドイツ、イギリス、カナダ、イギリス、コンゴ共和国、モロッコなど。
日本国内では大勝鉱山、北山鉱山（和歌山県、紀州鉱山の支山）、金ヶ峠鉱山(山口県)、長登鉱山（山口県）などで産した。特に、長登鉱山のものは鉱物標本として国内のコレクターに人気がある。

## 輝コバルト鉱グループ
結晶系は違えど、ゲルスドルファイト（Gersdorffite，NiAsS）と連続的に組成を変化させる。その他、以下のような鉱物と連続的に組成を変化させ、輝コバルト鉱グループを成す。
- 輝コバルト鉱（cobaltite） - CoAsS
- ゲルスドルフ鉱(gersdorffite) - NiAsS
- hollingworthite - (Rh,Pt,Pd)AsS
- irarsite - (Ir,Ru,Rh,Pt)AsS
- jolliffeite -  NiAsSe
- padmaite - PdBiSe
- platarsite - (Pt,Rh,Ru)AsS
- tolovkite - IrSbS
- ullmannite - NiSbS
- willyamite - (Co,Ni)SbS